# Bresse Vallons
Bresse Vallons – gmina we Francji, w regionie Owernia-Rodan-Alpy, w departamencie Ain. W 2013 roku liczba ludności wynosiła 2216 mieszkańców. 
Gmina została utworzona 1 stycznia 2019 roku z połączenia dwóch ówczesnych gmin: Cras-sur-Reyssouze oraz Étrez. Siedzibą gminy została miejscowość Cras-sur-Reyssouze.